# アドナル・フォイル
アドナル・デヴィッド・フォイル（Adonal David Foyle, 1975年3月9日 - ）はセントビンセント・グレナディーンカノーアン島出身の元バスケットボール選手。NBAで13シーズンプレーした。ポジションはセンター。身長208cm、体重122.5kg。

## 経歴

### 大学時代
ニューヨーク州に所在するコルゲート大学では歴史を専攻。優秀な成績を修めたことで知られる。3年生の時にはNCAAのシーズンブロック数の第1位を記録した。

### NBA
1997年のNBAドラフトではゴールデンステート・ウォリアーズから全体8位を受けた。ルーキーイヤーの1997-98シーズンは10分前後の出場時間が与えられ、55試合に出場した。この年はインディアナ・ペイサーズからエリック・ダンピアーが移籍してきており、以降、2004年までウォリアーズのセンターを主に2人で務めた。しかしながら、フォイルは期待されながらも目立った成績を残すことができないシーズンが長く続いた。
2004年7月、不本意な成績でシーズンを終えたにも係わらず、チームと6年4,200万ドルの再契約を結んだ。成績と比較すると破格と言ってもよい契約だったため、地元ファンから批判された。未だに、この契約はウォリアーズの悪い歴史として語り継がれている。2004-05シーズンはダンピアーがダラス・マーベリックスに移籍し、フォイルは先発の座を勝ち得たが、成績は平年並みに終わった。
2006-07シーズン開幕前は、就任したばかりのドン・ネルソンHCに減量を命ぜられた。また、開幕後は2年間務めた先発の座をアンドリス・ビエドリンシュに完全に奪われる形になり、出場時間は激減。2007年8月13日に10年間在籍したウォリアーズに解雇を言い渡され、チームを去ることになった。その後、8月23日にオーランド・マジックとベテラン選手の最低年俸130万ドルで契約を結んだ。マジック移籍後、ドワイト・ハワードの控えセンターとしてプレイ。移籍初年度は全試合に出場したが、翌2008-09シーズンは膝の故障で試合出場数が激減。2009年2月15日、三角トレードでメンフィス・グリズリーズに移籍したが、同年3月1日解雇され、3月23日、マジックと再契約を結び復帰した。結局、この年はキャリア最低の10試合の出場に終わった。シーズン終了後フリーエージェントとなった彼は8月27日にマジックと契約を結んだが、翌2009-10シーズンは1試合も出場できなかった。2010年8月17日に現役引退を発表した。通算成績は平均4.1得点4.7リバウンド 1.6ブロックという成績を残した。

## 人物
典型的な守備型のインサイドプレイヤー。身長は210cmに満たないが、厚い身体を上手く使ってプレイする。ブロックショットは最大の武器であり、キャリア平均1.5ブロック以上を記録している。キャリアハイは2000-01シーズンに記録した2.7ブロック。また、マジック移籍前まで平均1.0ブロックを割ったシーズンもない。
2001年、フォイルは無所属の学生政治団体「デモクラシー・マッターズ（Democracy Matters）設立に係わった。現在でも学生の活動に熱心に取り組んでいる。
2007年3月13日、アメリカ合衆国の市民権を得た。
従兄弟のアレックス・フォイルもプロバスケットボール選手である。